# Kbel (Benátky nad Jizerou)
Kbel (německy Kbel) je část města Benátky nad Jizerou v okrese Mladá Boleslav. Nachází se asi 1,3 kilometru východně od Benátek nad Jizerou. Vesnicí protéká Jizera, ve Kbele známá jako Kbelačka. Vesnicí vede dálnice D10. Kbel je také název katastrálního území.

## Historie
První písemná zmínka o vesnici pochází z roku 1295.
V letech 1869–1979 byla samostatnou obcí a od 1. ledna 1980 se vesnice stala součástí města Benátky nad Jizerou.

## Obyvatelstvo
| Rok            | 1869 | 1880 | 1890 | 1900 | 1910 | 1921 | 1930 | 1950 | 1961 | 1970 | 1980 | 1991 | 2001 | 2011 | 2021 |
| -------------- | ---- | ---- | ---- | ---- | ---- | ---- | ---- | ---- | ---- | ---- | ---- | ---- | ---- | ---- | ---- |
| Počet obyvatel | 448  | 500  | 525  | 613  | 596  | 706  | 719  | 670  | 532  | 514  | 411  | 348  | 417  | 438  | 545  |
| Počet domů     | 66   | 72   | 75   | 87   | 103  | 118  | 156  | 186  | 145  | 147  | 132  | 146  | 156  | 175  | 193  |